# Sonate K. 396
La sonate K. 396 (F.342/L.110) en ré mineur est une œuvre pour clavier du compositeur italien Domenico Scarlatti.

## Présentation
La sonate K. 396, en ré mineur, est notée Andante. Après une ouverture de trois mesures à , Scarlatti enchaîne sur un Allegro ternaire (mouvement précisé uniquement dans Parme), à 
. Elle forme une paire avec la sonate suivante, dans le relatif majeur — une pièce notée Minuet, mais de forme peu traditionnelle. La K. 396 est écrite à deux voix.
Le manuscrit de Lisbonne (Ms. FCR/194.1) rassemble à cette paire deux autres sonates en si  majeur et inverse la présente paire, plaçant le Minuet avant l’Andante/Allegro ; ce qui constitue ainsi une suite de quatre sonates : K. 410, 397, 396 et 411.

## Manuscrits
Le manuscrit principal est le numéro 9 du volume IX (Ms. 9780) de Venise (1754), copié pour Maria Barbara ; l'autre est Parme XI 9 (Ms. A. G. 31416).

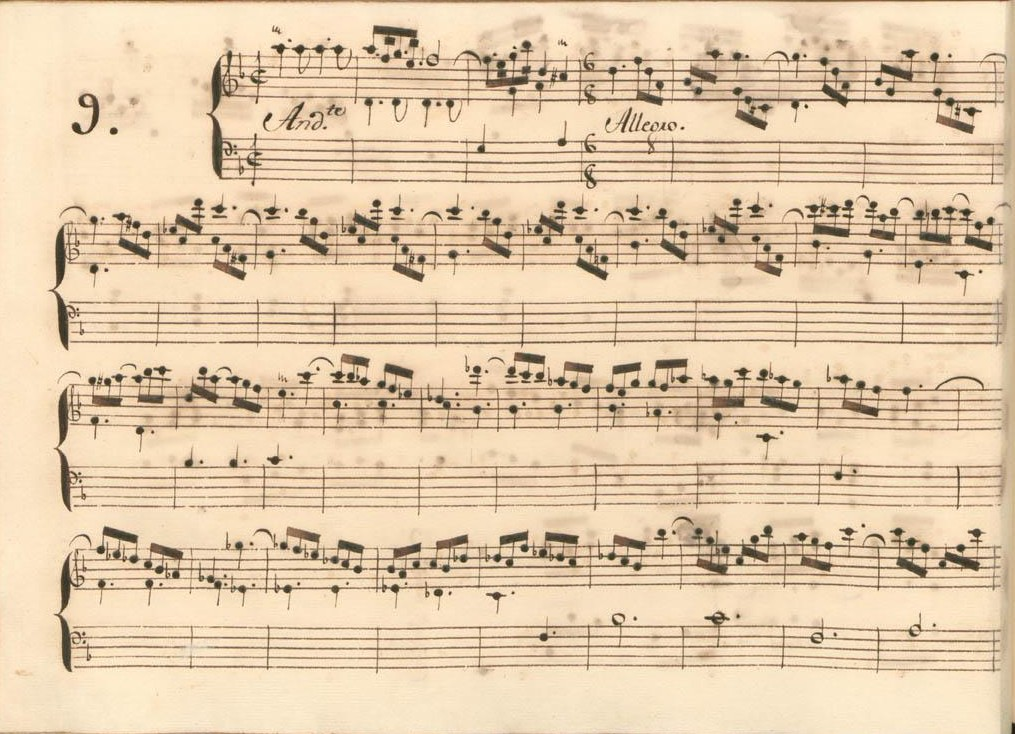
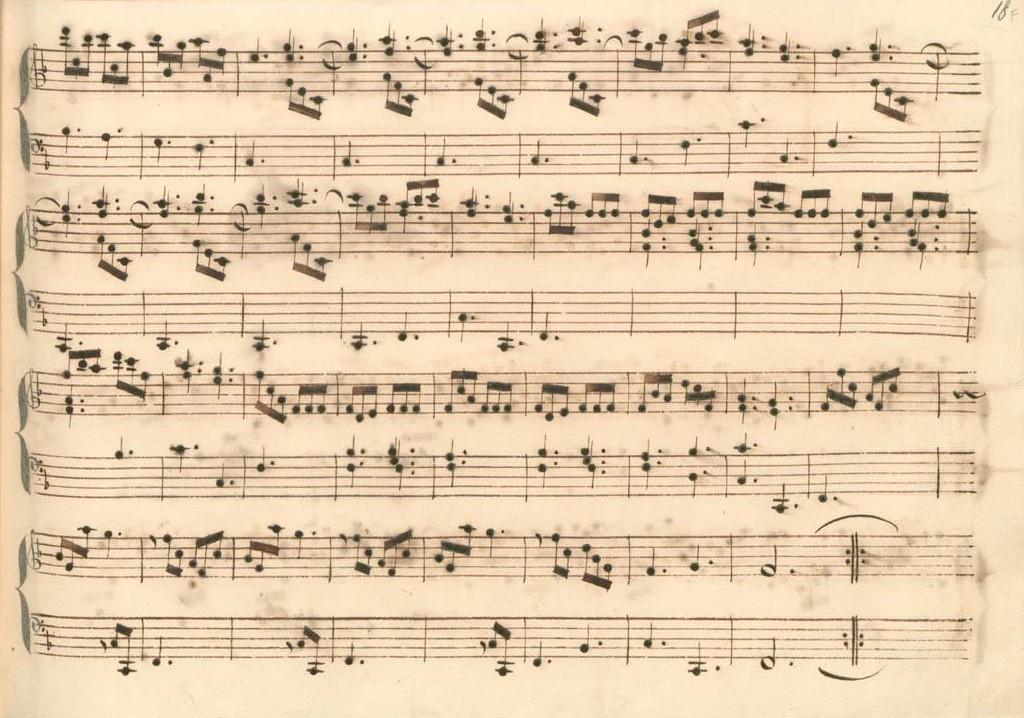
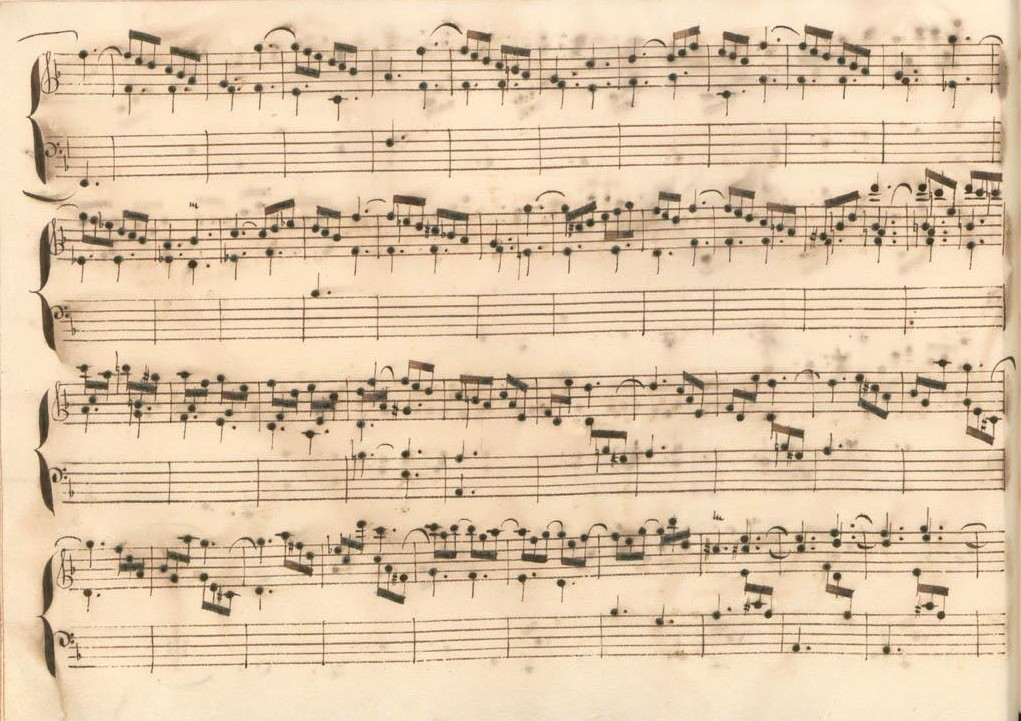
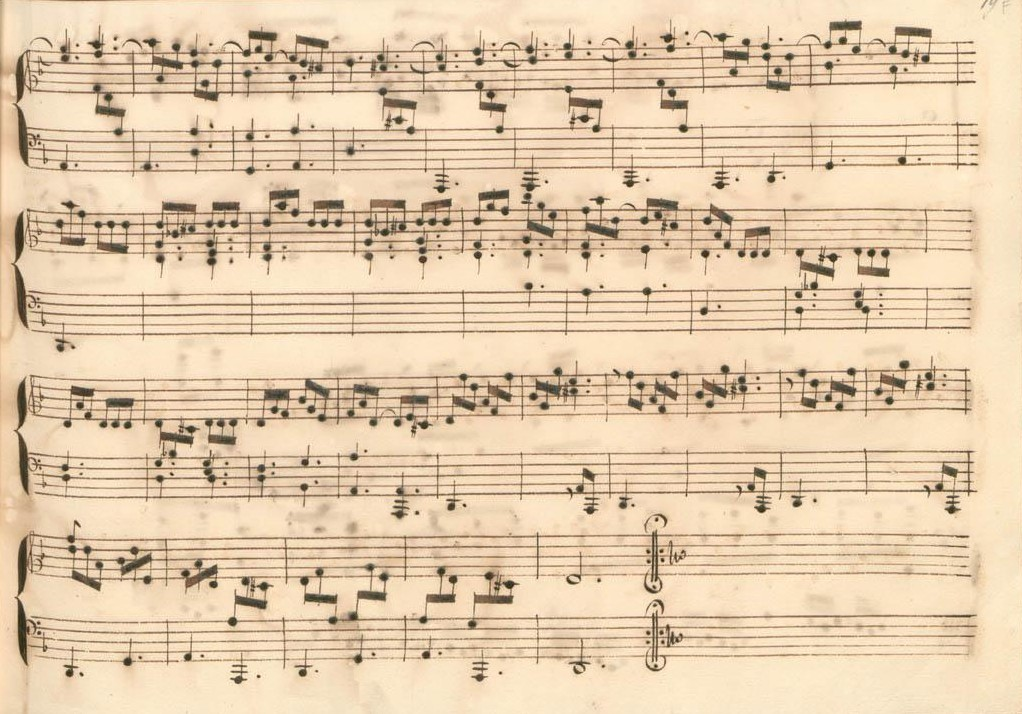

## Interprètes
La sonate K. 396 est défendue au piano, notamment par Nina Milkina (1958), Carlo Grante (2013, Music & Arts, vol. 4), Artem Yasynskyy (2016, Naxos vol. 20) et Federico Colli (2018, Chandos) ; au clavecin par Scott Ross (1985, Erato), Kenneth Weiss (2001, Satirino), Richard Lester (2013, Nimbus, vol. 4), Pieter-Jan Belder (Brilliant Classics, vol. 9) et Ewald Demeyere (2007, Accent).

## Sources
: document utilisé comme source pour la rédaction de cet article.
- Ralph Kirkpatrick (trad. de l'anglais par Dennis Collins), Domenico Scarlatti, Paris, Lattès, coll. « Musique et Musiciens », 1982 (1re éd. 1953 (en)), 493 p. (ISBN 978-2-7096-0118-4, OCLC 954954205, BNF 34689181).
- Alain de Chambure, « Domenico Scarlatti : Intégrale des sonates — Scott Ross », Erato (2564-62092-2), 1985 (OCLC 891183737) .
- (en) W. Dean Sutcliffe, The Keyboard Sonatas of Domenico Scarlatti and Eighteenth-Century Musical Style, Cambridge / New York, Cambridge University Press, 2008, xi-400 (ISBN 978-0-521-07122-2, OCLC 1005658462, BNF 42017486).
- (es) Celestino Yáñez Navarro (thèse), Nuevas aportaciones para el estudio de las sonatas de Domenico Scarlatti. Los manuscritos del Archivo de Música de las Catedrales de Zaragoza, Universitat Autònoma de Barcelona, 2016 (lire en ligne)